# Brigita Bukovec
Brigita Bukovec (Ljubljana, RS da Eslovénia, Jugoslávia, 21 de maio de 1970) é uma antiga atleta eslovena, especialista em corridas de barreiras altas. Em 1996 conquistou a medalha de prata nos Jogos Olímpicos de Atlanta, durante os quais estabeleceu o seu recorde pesoal de 12.59 s, só atrás da sueca Ludmila Engquist..